# Olympische Sommerspiele 2020/Badminton (Dameneinzel)
Das Badminton-Einzel der Frauen bei den Olympischen Spielen 2020 wurde vom 24. Juli bis 1. August 2021 im Musashino Forest Sport Plaza ausgetragen.

## Titelverteidiger
| Olympiasiegerin | Carolina Marín | Rio de Janeiro 2016 |
| Weltmeisterin   | P. V. Sindhu   | Basel 2019          |

## Setzliste
| Nr. | Spielerin         | Erreichte Runde |
| --- | ----------------- | --------------- |
| 01. | Chen Yufei        | Gold            |
| 02. | Tai Tzu-ying      | Silber          |
| 03. | Nozomi Okuhara    | Viertelfinale   |
| 04. | Akane Yamaguchi   | Viertelfinale   |
| 05. | Ratchanok Intanon | Viertelfinale   |
| 06. | P. V. Sindhu      | Bronze          |
| 07. | An Se-young       | Viertelfinale   |

| Nr. | Spielerin                | Erreichte Runde |
| --- | ------------------------ | --------------- |
| 08. | He Bingjiao              | Spiel um Bronze |
| 09. | Michelle Li              | Achtelfinale    |
| 10. | Busanan Ongbumrungpan    | Achtelfinale    |
| 11. | Zhang Beiwen             | Achtelfinale    |
| 12. | Kim Ga-eun               | Achtelfinale    |
| 13. | Mia Blichfeldt           | Achtelfinale    |
| 14. | Gregoria Mariska Tunjung | Achtelfinale    |

## Ergebnisse

### Gruppenphase

#### Gruppe A
| Athletinnen    | Spiele | gew. | verl. | Sätze gew. | Sätze verl. | Punkte |
| -------------- | ------ | ---- | ----- | ---------- | ----------- | ------ |
| Chen Yufei (1) | 2      | 2    | 0     | 4          | 0           | 84:31  |
| Neslihan Yiğit | 2      | 1    | 1     | 2          | 2           | 65:52  |
| Doha Hany      | 2      | 0    | 2     | 0          | 4           | 18:84  |

| Athletin 1               | Ergebnis                 | Athletin 2               |
| 25. Juli 2021, 11:20 Uhr | 25. Juli 2021, 11:20 Uhr | 25. Juli 2021, 11:20 Uhr |
| ------------------------ | ------------------------ | ------------------------ |
| Chen Yufei (1)           | 21:05 21:03              | Doha Hany                |
| 27. Juli 2021, 11:20 Uhr |                          |                          |
| Neslihan Yiğit           | 21:05 21:05              | Doha Hany                |
| 28. Juli 2021, 12:20 Uhr |                          |                          |
| Chen Yufei (1)           | 21:14 21:09              | Neslihan Yiğit           |

#### Gruppe C
| Athletinnen           | Spiele | gew. | verl. | Sätze gew. | Sätze verl. | Punkte |
| --------------------- | ------ | ---- | ----- | ---------- | ----------- | ------ |
| An Se-young (7)       | 2      | 2    | 0     | 4          | 0           | 84:30  |
| Clara Azurmendi       | 2      | 1    | 1     | 2          | 2           | 63:54  |
| Dorcas Ajoke Adesokan | 2      | 0    | 2     | 0          | 4           | 21:84  |

| Athletin 1               | Ergebnis                 | Athletin 2               |
| 24. Juli 2021, 20:00 Uhr | 24. Juli 2021, 20:00 Uhr | 24. Juli 2021, 20:00 Uhr |
| ------------------------ | ------------------------ | ------------------------ |
| An Se-young (7)          | 21:13 21:08              | Clara Azurmendi          |
| 26. Juli 2021, 12:00 Uhr |                          |                          |
| Dorcas Ajoke Adesokan    | 10:21 02:21              | Clara Azurmendi          |
| 27. Juli 2021, 19:20 Uhr |                          |                          |
| An Se-young (7)          | 21:03 21:06              | Dorcas Ajoke Adesokan    |

#### Gruppe D
| Athletinnen                | Spiele | gew. | verl. | Sätze gew. | Sätze verl. | Punkte |
| -------------------------- | ------ | ---- | ----- | ---------- | ----------- | ------ |
| Busanan Ongbumrungpan (10) | 2      | 2    | 0     | 4          | 0           | 84:41  |
| Kristin Kuuba              | 2      | 1    | 1     | 2          | 2           | 70:74  |
| Daniela Macías             | 2      | 0    | 2     | 0          | 4           | 45:84  |

| Athletin 1                 | Ergebnis                | Athletin 2              |
| 24. Juli 2021, 9:40 Uhr    | 24. Juli 2021, 9:40 Uhr | 24. Juli 2021, 9:40 Uhr |
| -------------------------- | ----------------------- | ----------------------- |
| Busanan Ongbumrungpan (10) | 21:04 21:09             | Daniela Macías          |
| 26. Juli 2021, 18:00 Uhr   |                         |                         |
| Kristin Kuuba              | 21:19 21:13             | Daniela Macías          |
| 27. Juli 2021, 18:40 Uhr   |                         |                         |
| Busanan Ongbumrungpan (10) | 21:16 21:12             | Kristin Kuuba           |

#### Gruppe E
| Athletinnen          | Spiele | gew. | verl. | Sätze gew. | Sätze verl. | Punkte |
| -------------------- | ------ | ---- | ----- | ---------- | ----------- | ------ |
| Nozomi Okuhara (3)   | 2      | 2    | 0     | 4          | 0           | 84:43  |
| Jewgenija Kossezkaja | 2      | 1    | 1     | 2          | 2           | 65:77  |
| Yvonne Li            | 2      | 0    | 2     | 0          | 4           | 56:85  |

| Athletin 1               | Ergebnis                 | Athletin 2               |
| 25. Juli 2021, 11:20 Uhr | 25. Juli 2021, 11:20 Uhr | 25. Juli 2021, 11:20 Uhr |
| ------------------------ | ------------------------ | ------------------------ |
| Nozomi Okuhara (3)       | 21:17 21:04              | Yvonne Li                |
| 26. Juli 2021, 10:00 Uhr |                          |                          |
| Jewgenija Kossezkaja     | 22:20 21:15              | Yvonne Li                |
| 28. Juli 2021, 10:20     |                          |                          |
| Nozomi Okuhara (3)       | 21:06 21:16              | Jewgenija Kossezkaja     |

#### Gruppe F
| Athletinnen     | Spiele | gew. | verl. | Sätze gew. | Sätze verl. | Punkte |
| --------------- | ------ | ---- | ----- | ---------- | ----------- | ------ |
| Michelle Li (9) | 2      | 2    | 0     | 4          | 0           | 84:51  |
| Martina Repiská | 2      | 1    | 1     | 2          | 2           | 76:73  |
| Nikte Sotomayor | 2      | 0    | 2     | 0          | 4           | 48:84  |

| Athletin 1               | Ergebnis                 | Athletin 2               |
| 25. Juli 2021, 12:00 Uhr | 25. Juli 2021, 12:00 Uhr | 25. Juli 2021, 12:00 Uhr |
| ------------------------ | ------------------------ | ------------------------ |
| Michelle Li (9)          | 21:08 21:09              | Nikte Sotomayor          |
| 26. Juli 2021, 18:40 Uhr |                          |                          |
| Martina Repiská          | 21:19 21:12              | Nikte Sotomayor          |
| 28. Juli 2021, 11:00 Uhr |                          |                          |
| Michelle Li (9)          | 21:18 21:16              | Martina Repiská          |

#### Gruppe G
| Athletinnen                    | Spiele | gew. | verl. | Sätze gew. | Sätze verl. | Punkte |
| ------------------------------ | ------ | ---- | ----- | ---------- | ----------- | ------ |
| He Bingjiao (8)                | 2      | 2    | 0     | 4          | 0           | 84:23  |
| Soraya Aghaei Hajiagha         | 2      | 1    | 1     | 2          | 2           | 56:63  |
| Fathimath Nabaaha Abdul Razzaq | 2      | 0    | 2     | 0          | 4           | 30:84  |

| Athletin 1               | Ergebnis                 | Athletin 2                     |
| 25. Juli 2021, 12:40 Uhr | 25. Juli 2021, 12:40 Uhr | 25. Juli 2021, 12:40 Uhr       |
| ------------------------ | ------------------------ | ------------------------------ |
| He Bingjiao (8)          | 21:06 21:03              | Fathimath Nabaaha Abdul Razzaq |
| 26. Juli 2021, 11:20 Uhr |                          |                                |
| Soraya Aghaei Hajiagha   | 21:14 21:07              | Fathimath Nabaaha Abdul Razzaq |
| 28. Juli 2021, 11:00 Uhr |                          |                                |
| He Bingjiao (8)          | 21:11 21:03              | Soraya Aghaei Hajiagha         |

#### Gruppe H
| Athletinnen       | Spiele | gew. | verl. | Sätze gew. | Sätze verl. | Punkte |
| ----------------- | ------ | ---- | ----- | ---------- | ----------- | ------ |
| Zhang Beiwen (11) | 2      | 2    | 0     | 4          | 0           | 84:38  |
| Marija Ulitina    | 2      | 1    | 1     | 2          | 2           | 62:76  |
| Fabiana Silva     | 2      | 0    | 2     | 0          | 4           | 53:85  |

| Athletin 1               | Ergebnis                 | Athletin 2               |
| 25. Juli 2021, 18:00 Uhr | 25. Juli 2021, 18:00 Uhr | 25. Juli 2021, 18:00 Uhr |
| ------------------------ | ------------------------ | ------------------------ |
| Zhang Beiwen (11)        | 21:12 21:07              | Marija Ulitina           |
| 26. Juli 2021, 12:40 Uhr |                          |                          |
| Fabiana Silva            | 14:21 20:22              | Marija Ulitina           |
| 28. Juli 2021, 10:20 Uhr |                          |                          |
| Zhang Beiwen (11)        | 21:09 21:10              | Fabiana Silva            |

#### Gruppe I
| Athletinnen         | Spiele | gew. | verl. | Sätze gew. | Sätze verl. | Punkte |
| ------------------- | ------ | ---- | ----- | ---------- | ----------- | ------ |
| Mia Blichfeldt (13) | 2      | 2    | 0     | 4          | 0           | 84:034 |
| Wendy Chen          | 2      | 1    | 1     | 2          | 3           | 83:088 |
| Linda Setschiri     | 2      | 0    | 2     | 1          | 4           | 59:104 |

| Athletin 1               | Ergebnis                 | Athletin 2               |
| 25. Juli 2021, 14:00 Uhr | 25. Juli 2021, 14:00 Uhr | 25. Juli 2021, 14:00 Uhr |
| ------------------------ | ------------------------ | ------------------------ |
| Mia Blichfeldt (13)      | 21:07 21:14              | Wendy Chen               |
| 27. Juli 2021, 13:20 Uhr |                          |                          |
| Linda Setschiri          | 16:21 22:20 08:21        | Wendy Chen               |
| 28. Juli 2021, 9:40 Uhr  |                          |                          |
| Mia Blichfeldt (13)      | 21:10 21:03              | Linda Setschiri          |

#### Gruppe J
| Athletinnen        | Spiele | gew. | verl. | Sätze gew. | Sätze verl. | Punkte |
| ------------------ | ------ | ---- | ----- | ---------- | ----------- | ------ |
| P. V. Sindhu (6)   | 2      | 2    | 0     | 4          | 0           | 84:42  |
| Cheung Ngan Yi     | 2      | 1    | 1     | 2          | 3           | 82:91  |
| Ksenia Polikarpova | 2      | 0    | 2     | 1          | 4           | 66:99  |

| Athletin 1               | Ergebnis                 | Athletin 2               |
| 25. Juli 2021, 10:40 Uhr | 25. Juli 2021, 10:40 Uhr | 25. Juli 2021, 10:40 Uhr |
| ------------------------ | ------------------------ | ------------------------ |
| P. V. Sindhu (6)         | 21:07 21:10              | Ksenia Polikarpova       |
| 27. Juli 2021, 12:40 Uhr |                          |                          |
| Cheung Ngan Yi           | 21:12 15:21 :16          | Ksenia Polikarpova       |
| 28. Juli 2021, 11:00 Uhr |                          |                          |
| P. V. Sindhu (6)         | 21:09 21:16              | Cheung Ngan Yi           |

#### Gruppe K
| Athletinnen     | Spiele | gew. | verl. | Sätze gew. | Sätze verl. | Punkte |
| --------------- | ------ | ---- | ----- | ---------- | ----------- | ------ |
| Kim Ga-eun (12) | 2      | 1    | 0     | 4          | 0           | 84:50  |
| Yeo Jia Min     | 2      | 1    | 1     | 2          | 2           | 69:59  |
| Haramara Gaitan | 2      | 0    | 2     | 0          | 4           | 40:84  |

| Athletin 1               | Ergebnis                 | Athletin 2               |
| 24. Juli 2021, 20:40 Uhr | 24. Juli 2021, 20:40 Uhr | 24. Juli 2021, 20:40 Uhr |
| ------------------------ | ------------------------ | ------------------------ |
| Kim Ga-eun (12)          | 21:14 21:09              | Haramara Gaitan          |
| 27. Juli 2021, 13:20 Uhr |                          |                          |
| Yeo Jia Min              | 21:07 21:10              | Haramara Gaitan          |
| 28. Juli 2021, 9:00 Uhr  |                          |                          |
| Kim Ga-eun (12)          | 21:13 21:14              | Yeo Jia Min              |

#### Gruppe L
| Athletinnen         | Spiele | gew. | verl. | Sätze gew. | Sätze verl. | Punkte |
| ------------------- | ------ | ---- | ----- | ---------- | ----------- | ------ |
| Akane Yamaguchi (4) | 2      | 2    | 0     | 4          | 0           | 84:38  |
| Kirsty Gilmour      | 2      | 1    | 1     | 2          | 2           | 69:70  |
| Mahoor Shahzad      | 2      | 0    | 2     | 0          | 4           | 39:84  |

| Athletin 1               | Ergebnis                | Athletin 2              |
| 24. Juli 2021, 9:40 Uhr  | 24. Juli 2021, 9:40 Uhr | 24. Juli 2021, 9:40 Uhr |
| ------------------------ | ----------------------- | ----------------------- |
| Akane Yamaguchi (4)      | 21:03 210:8             | Mahoor Shahzad          |
| 27. Juli 2021, 14:00 Uhr |                         |                         |
| Kirsty Gilmour           | 21:14 21:14             | Mahoor Shahzad          |
| 28. Juli 2021, 9:00 Uhr  |                         |                         |
| Akane Yamaguchi (4)      | 21:09 2118              | Kirsty Gilmour          |

#### Gruppe M
| Athletinnen                   | Spiele | gew. | verl. | Sätze gew. | Sätze verl. | Punkte |
| ----------------------------- | ------ | ---- | ----- | ---------- | ----------- | ------ |
| Gregoria Mariska Tunjung (14) | 2      | 2    | 0     | 4          | 0           | 84:47  |
| Lianne Tan                    | 2      | 1    | 1     | 2          | 2           | 70:56  |
| Thet Htar Thuzar              | 2      | 0    | 2     | 0          | 4           | 33:84  |

| Athletin 1                    | Ergebnis                 | Athletin 2               |
| 25. Juli 2021, 10:00 Uhr      | 25. Juli 2021, 10:00 Uhr | 25. Juli 2021, 10:00 Uhr |
| ----------------------------- | ------------------------ | ------------------------ |
| Gregoria Mariska Tunjung (14) | 21:11 21:08              | Thet Htar Thuzar         |
| 27. Juli 2021, 12:40 Uhr      |                          |                          |
| Lianne Tan                    | 21:08 21:08              | Thet Htar Thuzar         |
| 28. Juli 2021, 9:40 Uhr       |                          |                          |
| Gregoria Mariska Tunjung (14) | 21:11 21:17              | Lianne Tan               |

#### Gruppe N
| Athletinnen           | Spiele | gew. | verl. | Sätze gew. | Sätze verl. | Punkte |
| --------------------- | ------ | ---- | ----- | ---------- | ----------- | ------ |
| Ratchanok Intanon (5) | 1      | 1    | 0     | 2          | 1           | 61:49  |
| Sonia Cheah Su Ya     | 1      | 0    | 1     | 1          | 2           | 49:61  |
| Laura Sárosi          | 0      | 0    | 0     | 0          | 0           | 00:0   |

| Athletin 1               | Ergebnis                 | Athletin 2               |
| 25. Juli 2021, 19:20 Uhr | 25. Juli 2021, 19:20 Uhr | 25. Juli 2021, 19:20 Uhr |
| ------------------------ | ------------------------ | ------------------------ |
| Ratchanok Intanon (5)    | 21:05 21:10              | Laura Sárosi             |
| 27. Juli 2021, 14:00 Uhr |                          |                          |
| Sonia Cheah Su Ya        | DNS                      | Laura Sárosi             |
| 28. Juli 2021, 11:40 Uhr |                          |                          |
| Ratchanok Intanon (5)    | 19:21 :18 21:10          | Sonia Cheah Su Ya        |

#### Gruppe P
| Athletinnen      | Spiele | gew. | verl. | Sätze gew. | Sätze verl. | Punkte  |
| ---------------- | ------ | ---- | ----- | ---------- | ----------- | ------- |
| Tai Tzu-ying (2) | 3      | 3    | 0     | 6          | 0           | 126:070 |
| Nguyễn Thùy Linh | 3      | 2    | 1     | 4          | 2           | 111:089 |
| Qi Xuefei        | 3      | 1    | 2     | 2          | 4           | 087:108 |
| Sabrina Jaquet   | 3      | 0    | 3     | 0          | 6           | 069:126 |

| Athletin 1               | Ergebnis                | Athletin 2              |
| 24. Juli 2021, 9:00 Uhr  | 24. Juli 2021, 9:00 Uhr | 24. Juli 2021, 9:00 Uhr |
| ------------------------ | ----------------------- | ----------------------- |
| Qi Xuefei                | 11:21 11:21             | Nguyễn Thùy Linh        |
| 24. Juli 2021, 13:00 Uhr |                         |                         |
| Tai Tzu-ying (2)         | 21:07 21:13             | Sabrina Jaquet          |
| 26. Juli 2021, 10:00 Uhr |                         |                         |
| Qi Xuefei                | 21:10 21:14             | Sabrina Jaquet          |
| 26. Juli 2021, 14:00 Uhr |                         |                         |
| Tai Tzu-ying (2)         | 21:16 21:11             | Nguyễn Thùy Linh        |
| 28. Juli 2021, 9:00 Uhr  |                         |                         |
| Tai Tzu-ying (2)         | 21:10 21:13             | Qi Xuefei               |
| 28. Juli 2021, 9:40 Uhr  |                         |                         |
| Nguyễn Thùy Linh         | 21:08 21:17             | Sabrina Jaquet          |

### Finalrunde
| Achtelfinale | Achtelfinale             | Achtelfinale | Achtelfinale | Achtelfinale |  |  | Viertelfinale | Viertelfinale     | Viertelfinale | Viertelfinale | Viertelfinale |    |              | Halbfinale | Halbfinale   | Halbfinale | Halbfinale | Halbfinale       |                  |                  | Finale           | Finale           | Finale | Finale | Finale |
|              |                          |              |              |              |  |  |               |                   |               |               |               |    |              |            |              |            |            |                  |                  |                  |                  |                  |        |        |        |
|              |                          |              |              |              |  |  |               |                   |               |               |               |    |              |            |              |            |            |                  |                  |                  |                  |                  |        |        |        |
|              |                          |              |              |              |  |  | 01            | Chen Yufei        | 21            | 21            |               |    |              |            |              |            |            |                  |                  |                  |                  |                  |        |        |        |
| 07           | An Se-young              | 21           | 21           |              |  |  | 07            | An Se-young       | 18            | 19            |               |    |              |            |              |            |            |                  |                  |                  |                  |                  |        |        |        |
| 10           | Busanan Ongbumrungpan    | 15           | 15           |              |  |  |               |                   |               |               |               | 01 | Chen Yufei   | 21         | 13           | 21         |            |                  |                  |                  |                  |                  |        |        |        |
| 03           | Nozomi Okuhara           | 21           | 21           |              |  |  | 08            | He Bingjiao       | 16            | 21            | 12            |    |              |            |              |            |            |                  |                  |                  |                  |                  |        |        |        |
| 09           | Michelle Li              | 09           | 07           |              |  |  | 03            | Nozomi Okuhara    | 21            | 13            | 14            |    |              |            |              |            |            |                  |                  |                  |                  |                  |        |        |        |
| 08           | He Bingjiao              | 14           | 09           |              |  |  | 08            | He Bingjiao       | 13            | 21            | 21            |    |              |            |              |            |            |                  |                  |                  |                  |                  |        |        |        |
| 11           | Zhang Beiwen             | 21           | 07r          |              |  |  |               |                   |               |               |               |    |              |            |              |            |            |                  | 01               | Chen Yufei       | 21               | 19               | 21     |        |        |
| 13           | Mia Blichfeldt           | 15           | 13           |              |  |  | 02            | Tai Tzu-ying      | 18            | 21            | 18            |    |              |            |              |            |            |                  |                  |                  |                  |                  |        |        |        |
| 06           | P. V. Sindhu             | 21           | 21           |              |  |  | 06            | P. V. Sindhu      | 21            | 22            |               |    |              |            |              |            |            |                  |                  |                  |                  |                  |        |        |        |
| 12           | Kim Ga-eun               | 17           | 18           |              |  |  | 04            | Akane Yamaguchi   | 13            | 20            |               |    |              |            |              |            |            |                  |                  |                  |                  |                  |        |        |        |
| 04           | Akane Yamaguchi          | 21           | 21           |              |  |  |               |                   |               |               |               | 06 | P. V. Sindhu | 18         | 12           |            |            |                  |                  |                  |                  |                  |        |        |        |
| 14           | Gregoria Mariska Tunjung | 12           | 19           |              |  |  | 02            | Tai Tzu-ying      | 21            | 21            |               |    |              |            |              |            |            |                  |                  |                  |                  |                  |        |        |        |
| 05           | Ratchanok Intanon        | 21           | 21           |              |  |  | 05            | Ratchanok Intanon | 21            | 18            | 18            |    |              |            |              |            |            | Spiel um Platz 3 | Spiel um Platz 3 | Spiel um Platz 3 | Spiel um Platz 3 | Spiel um Platz 3 |        |        |        |
|              |                          |              |              |              |  |  | 02            | Tai Tzu-ying      | 14            | 21            | 21            |    |              | 08         | He Bingjiao  | 13         | 15         |                  |                  |                  |                  |                  |        |        |        |
|              |                          |              |              |              |  |  |               |                   |               |               |               |    |              | 06         | P. V. Sindhu | 21         | 21         |                  |                  |                  |                  |                  |        |        |        |

### Medaillengewinner
| Rang   | Medaillengewinnerin |
| ------ | ------------------- |
| Gold   | Chen Yufei (CHN)    |
| Silber | Tai Tzu-ying (TPE)  |
| Bronze | P. V. Sindhu (IND)  |

## Weblink
- Badminton bei den Olympischen Spielen 2020